# Bruz
Bruz este un oraș situat în vestul Franței, în departamentul Ille-et-Vilaine, în regiunea Bretania. Orașul face parte din aglomerația orașului Rennes
1. ↑  répertoire géographique des communes, accesat în 26 octombrie 2015
2. ↑  dataset of postal codes in France, 1 octombrie 2018